# Aquilegia laramiensis
Aquilegia laramiensis là một loài thực vật có hoa trong họ Mao lương. Loài này được A.Nelson mô tả khoa học đầu tiên năm 1896.

## Hình ảnh

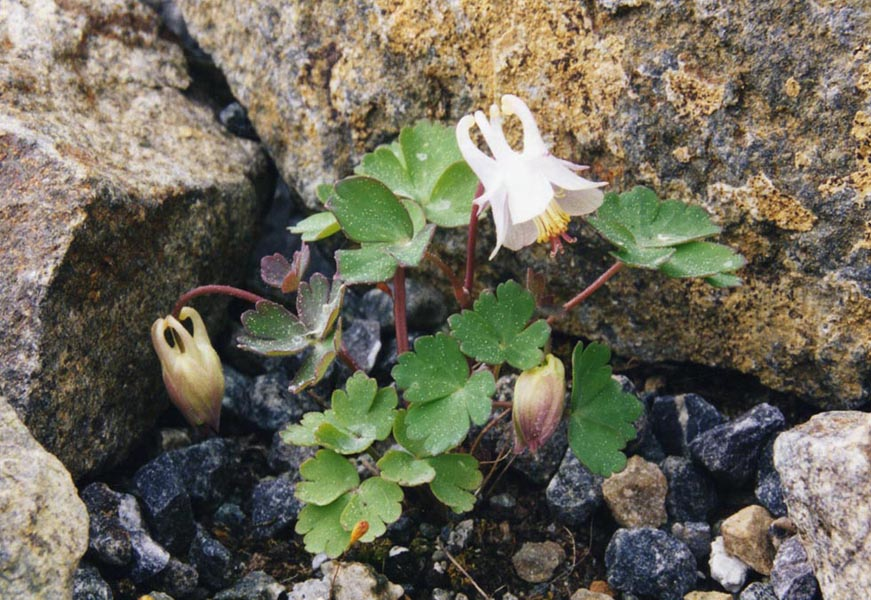